# EisenEx
EisenEx ist der Name des Experimentes, welches mit dem Forschungsschiff Polarstern des Alfred-Wegener-Instituts im November 2000 im antarktischen Zirkumpolarstrom durchgeführt wurde. Untersucht wurde, inwieweit sich das Algenwachstum durch Düngung mit Eisensulfat beeinflussen lässt und wie sich dieses auf die Biosphäre auswirkt. Am 7. Januar 2009 lief die Polarstern zum 70 Tage dauernden Nachfolge-Experiment LOHAFEX aus, das heftige Kritik von Umweltschutzorganisationen und einen Streit zwischen deutschen Ministerien auslöste.

## Ziel
Untersuchungen von antarktischen Eisbohrkernen haben gezeigt, dass in den Eiszeiten der CO2-Gehalt in der Atmosphäre geringer war als in den Warmzeiten und somit in den Eiszeiten mehr CO2 in den Meeren gebunden war. Gleichzeitig wurde ein erhöhter eisenhaltiger Staubeintrag in die Meere zu den Eiszeiten festgestellt.
Eine Schlüsselrolle übernehmen dabei die Algen, die bei ihrem Wachstum CO2 aus der Luft aufnehmen und binden. Untersuchungen der Ablagerungen auf dem Meeresgrund zeigten ferner, dass es während der Eiszeiten eine regelrechte Algenblüte insbesondere im südlichen Polarmeer gegeben haben muss.
Ziel der früheren und aktuellen Experimente ist es, die Rolle des Eisens im globalen Klimasystem besser zu verstehen. Bekannt ist bereits, dass in Gewässern, in denen prinzipiell ausreichend Makro-Nährstoffe zur Verfügung stehen, eine Einbringung des Mikro-Nährstoffes Eisen zu einer intensiven Algenblüte führt.
Ob durch diese Form der Meeresdüngung mit erhöhter Eisensulfatzufuhr langfristig der CO2-Gehalt in der Atmosphäre gesenkt und damit der Globalen Erwärmung entgegengewirkt werden kann, bedarf weiterer Betrachtungen.

## Durchführung
Zielgebiet war ein ortsfester ozeanischer Wirbel im antarktischen Zirkumpolarstrom. In seinem strömungsarmen Auge wurden zehn Tonnen eines Eisensulfatsalzes (Rasendünger) sowie geringe Mengen eines Markers (Schwefelhexafluorid, SF6) spiralförmig eingebracht. Eine große Rolle spielte dabei die lokale Begrenzung der Düngung, damit die gewonnenen Ergebnisse mit denen aus ungedüngten Meeresregionen verglichen werden können.

## Beobachtung
Innerhalb weniger Tage wurde ein vermehrtes Wachstum der Planktonalgen, besonders der Kieselalgen, festgestellt. Die Bakterienpopulation wurde ebenfalls durch die Eisendüngung stimuliert.
Insgesamt wurde in den drei Wochen dauernden Experiment eine Verfünffachung der Biomasse gegenüber ungedüngten Regionen beobachtet.
Der ursprünglich 50 Quadratkilometer große Düngeteppich hat sich im Laufe der drei Wochen durch die Strömungen auf 1000 Quadratkilometer ausgebreitet.

## Ergebnis
Durch gezielte Zugabe von Eisensulfat lässt sich das Algenwachstum und damit die CO2-Bindung in den Meeren künstlich beeinflussen. Daraus lässt sich ableiten, dass die Produktivität der Meere von dem Eintrag eisenhaltigen Staubes von den Kontinenten abhängig ist. Die Funktionsweise der Biosphäre und Geosphäre sowie der Atmosphäre und Meere muss daher als zusammenhängendes System betrachtet werden.
Inwieweit große Massen von CO2 durch Düngung in den Meeren gebunden werden können und welche Auswirkungen dieses auf das globale Ökosystem hat, müssen nachfolgende Experimente zeigen.
Einem Bericht der Zeitschrift New Scientist zufolge fördert Eisensulfat insbesondere das Wachstum der Kieselalge Pseudo-nitzschia, die als Produzent der toxischen Domoinsäure und dadurch als Ursache des Amnesic Shellfish Poisoning (ASP) genannten Vergiftungssyndroms bekannt ist. In diesem Artikel wurden Forscher zitiert, die weitere genaue Untersuchungen empfahlen, da die ökologischen Auswirkungen groß angelegter Eisensulfat-Düngungen noch nicht verstanden seien.